# Vinge (Nørre Vinge Sogn)
 For alternative betydninger, se Vinge (flertydig). (Se også artikler, som begynder med Vinge)
Vinge er en lille landsby ved Hobro Landvej ved omkring midten af Tjele Langsø.
Den ligger i Viborg Kommune og lå før Kommunalreformen 2007 i Tjele Kommune.
Nørre Vinge Kirke ligger i landsbyen, ligesom Vingehus, der er en del af Behandlingscenter Tjele.